# Peter Marius Andersen
Peter Marius Andersen (25 avril 1885 à Copenhague – 20 mars 1972 dans la même ville) est un footballeur danois, évoluant au poste d'attaquant.

## Biographie
Il fait partie des joueurs danois sélectionnés pour disputer les Jeux olympiques de 1908. Lors du tournoi olympique organisé à Londres, il joue un match contre l'équipe de France et remporte la médaille d'argent. Cela constitue sa seule et unique sélection en équipe du Danemark.

## Palmarès
Danemark
- Jeux olympiques :
  -  Argent : 1908.